# Kingoodie

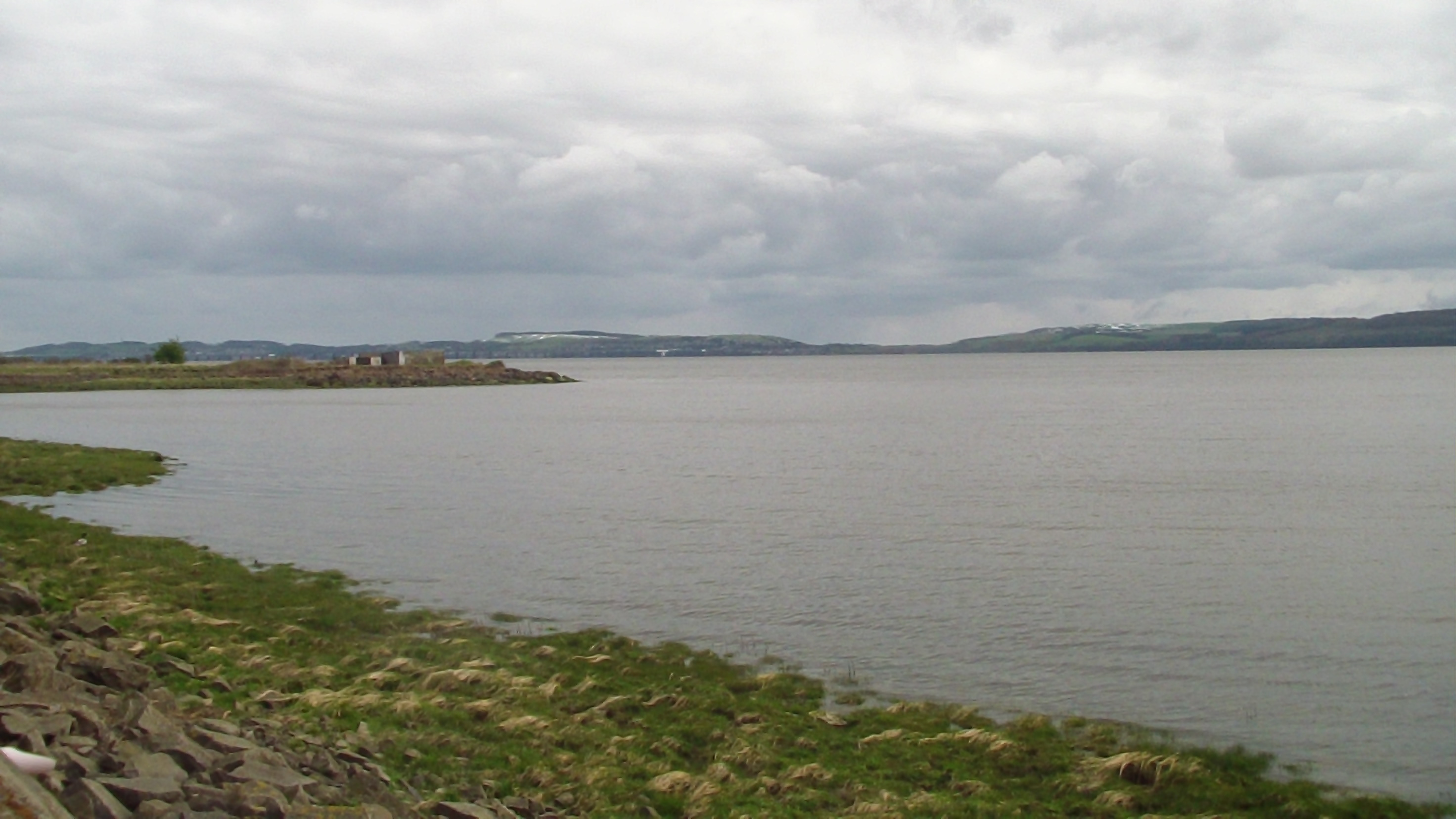
La pierre des carrières voisines était autrefois chargée sur des berges dans la baie de Kingoodie.

Kingoodie (en gaélique écossais Ceann Gaothach ou Ceann na Gaoithe) est un hameau situé à 6,4 kilomètres au sud-ouest de Dundee et est assez proche de l'estuaire du fleuve Tay, nommé Firth of Tay. Il est situé dans la région Perth and Kinross.
Des carrières, situées à proximité de Kingoodie, ont permis de construire les divers bâtiments de la ville en pierre durant plusieurs siècles. Les pierres qui y étaient extraites étaient également utilisées dans la construction de digues afin de protéger la ville des marées ainsi que pour les travaux portuaires. La pierre utilisée pour le court de tennis au Palais de Falkland a été extraite près de Kingoodie en 1450 et expédiée à Lindores, au nord du palais sur le fleuve Tay.